# Goo Goo Dolls
I Goo Goo Dolls sono un gruppo musicale alternative rock statunitense, formato da John Rzeznik (voce e chitarra) e Robby Takac (basso e voce).

## Carriera
Hanno inciso dieci album, di cui i primi quattro accolti tiepidamente dal pubblico e poco noti fuori dagli Stati Uniti (Goo Goo Dolls, Jed, Hold Me Up, Superstar Car Wash).
È con A Boy Named Goo e il singolo Name che nel 1995 la band di Rzeznik emerge infatti dall'anonimato. Dallo stesso album vengono successivamente estratti come singoli Naked (esistono due versioni, album e video) e Long Way Down (presente nel film Twister). L'album ha venduto due milioni di copie.
Nel 1996 la band ha registrato una versione del brano I'll Be There For You dei The Rembrandts sigla della famosa sitcom Friends con il testo leggermente cambiato.
Nello stesso periodo il cantante John Rzeznik è vittima di un blocco da scrittore, che lo costringerà a frequentare uno psicologo per recuperare il talento smarrito.
Tre anni dopo, nel 1998, John viene contattato per scrivere una canzone come colonna sonora del film City of Angels. I Goo Goo Dolls si fecero così conoscere a livello internazionale con l'album Dizzy Up the Girl con oltre 3 milioni di copie vendute e contenente il singolo Iris, canzone scritta per l'appunto come colonna sonora de La città degli angeli, film interpretato da Meg Ryan e Nicolas Cage. Non erano sicuramente il nome più altisonante tra le band partecipanti alla colonna sonora del film, infatti erano presenti i nomi di Alanis Morissette e U2.
Iris mantenne la prima posizione in classifica per 17 settimane, facendo vendere più di 10 milioni di copie al CD City of Angels Soundtrack. La canzone, e di conseguenza la band, fu nominata ai Grammy Awards del 1999, ma quell'anno My Heart Will Go On vinse la quasi totalità dei premi. 
Da Dizzy Up the Girl furono estratti Slide, che ebbe enorme successo e ora è un classico della band, Black Balloon, nominata ai Grammy (2000), anch'esso un classico, Dizzy e Broadway che durante i live vengono sempre apprezzati.
Nel 2001 uscì il primo greatest hits della band, What I learned about Ego, Opinion, Art & Commerce, con versioni alternative di brani incisi negli album precedenti.
Dopo i tour mondiali che li hanno tenuti impegnati per tre anni, i Goo Goo Dolls rincompaiono sulla scena nel 2002 con un album intitolato Gutterflower. Dall'album vengono estratti tre hits: Here is Gone, Big Machine e Sympathy. Quest'album viene considerato da critica e fan, il migliore della band per la sua linea dark riguardante i testi e le musice pop/alternative.
L'album verrà certificato Oro negli U.S.A. vendendo quasi un milione di copie.
Il video di Here is Gone, uno dei più apprezzati dai fan, è stato diretto da Francis Lawrence, regista del videoclip Bad Romance di Lady Gaga e del film "Io sono Leggenda". Il video è costato più dell'intero album.
Sempre in questo periodo i Goo Goo Dolls suoneranno in Alaska per la trasmissione statunitense "Music in High Places". È stato realizzato un DVD dove la band suona in luoghi unici al mondo.
Nel 2003 Rzeznik scrive due canzoni per il film "Il pianeta del Tesoro": I'm Still Here (in italiano interpretata da Max Pezzali con il titolo Ci sono anch'io) e Always Know Where You Are.
Il 4 luglio 2004 verrà ricordato e successivamente proclamato Goo Goo Day: questo è dovuto all'incredibile performance che la band ha fatto di fronte a 60,000 persone sotto un diluvio iniziato durante la canzone Here is Gone. La performance di Iris in questo concerto viene definita da molti come "indimenticabile". La performance è stata immortalata sul DVD/CD "Live in Buffalo 04/07/04", che ha venduto circa 1 milione di copie.
Nel 2006 il trio di Buffalo esce ancora con un nuovo album Let Love In, l'album è anticipato dal singolo Better Days che diventerà poi una hit della band; successivamente verranno estratti Stay With You e "Let Love In" che entreranno entrambe in top 10. L'album verrà promosso con un tour estivo in compagnia dei Lifehouse e di Colbie Caillat. L'album è successivamente stato certificato Oro.
Era in programma l'uscita di un quarto singolo, la ballata "Without You Here" ma la band decise di non estrarre un quarto singolo vista l'uscita di una canzone per il film Transformers. La canzone è Before It's Too Late, entrata anch'essa in top 10 nonostante nel film sia presente solo la versione strumentale.
Il secondo Greatest Hits arriva nel 2007, diviso in due parti, nella prima sono presenti tutti i singoli della band, nella seconda le canzoni meno conosciute con l'aggiunta della demo version di Iris.
Nel 2008 esce Real come colonna sonora dei Giochi Olimpici di Pechino.
Nel 2010 esce il nono album, intitolato Something for the Rest of Us, con i singoli Home e Notbroken. L'album non riscuote il successo sperato, vendendo poco più di 130,000 copie, forse per la scelta errata dei singoli, visto che nell'album sono presenti una ballata potente come "Still Your Song" che è stata richiesta dai fan per essere suonata nei live, "Nothing is Real" un'altra ballata molto orecchiabile, "As I Am" e "Sweetest Lie" che la band suonava in diversi show prima dell'uscita dell'album. Nonostante il flop commerciale dell'album, la canzone Home entrando al nono posto della top 10 ha allungato il record di 14 canzoni piazzate nella top 10.
Nel giugno 2011 i Goo Goo Dolls tornano con la ballata All That You Are per il film Transformers: Dark Side Of The Moon. Questa è la seconda collaborazione dei Goo Goo Dolls con il regista Michael Bay per la saga Transformers. Nello stesso anno Iris torna in top 3 in UK.
Nel 2012 la rivista Billboard piazza al primo posto Iris nella Top 100 1992-2012, Slide al numero 9 e Name al numero 24. I Goo Goo Dolls sono l'unica band ad avere tre pezzi in questa classifica.
L'11 giugno 2013 è uscito il loro nuovo album Magnetic, album definito dalla band upbeat, preceduto dal singolo Rebel Beat presente anche nell'episodio finale di Beverly Hills 90210. Il secondo singolo estratto è la romantica Come To Me che è entrata nelle classifiche statunitensi. Nel suo primo week-end l'album ha debuttato al nº 8, vendendo 29 000 copie. L'album è stato promosso negli Stati Uniti in un tour che ha visto alternarsi sul palco i Goo Goo Dolls con i Matchbox Twenty, e in ottobre hanno suonato nel Regno Unito con diversi sold out. A febbraio 2014 è iniziato il tour in Canada, mentre ad aprile è iniziato un mini-tour di tre settimane in piccoli teatri negli States. Questo mini-tour è stato chiamato "Otis Midnight Session" e la band ha suonato interamente in acustico. Queste performance sono state immortalate in un DVD.
I Goo Goo Dolls hanno venduto complessivamente nel mondo più di 10 milioni di copie.

## Discografia

### Album in studio

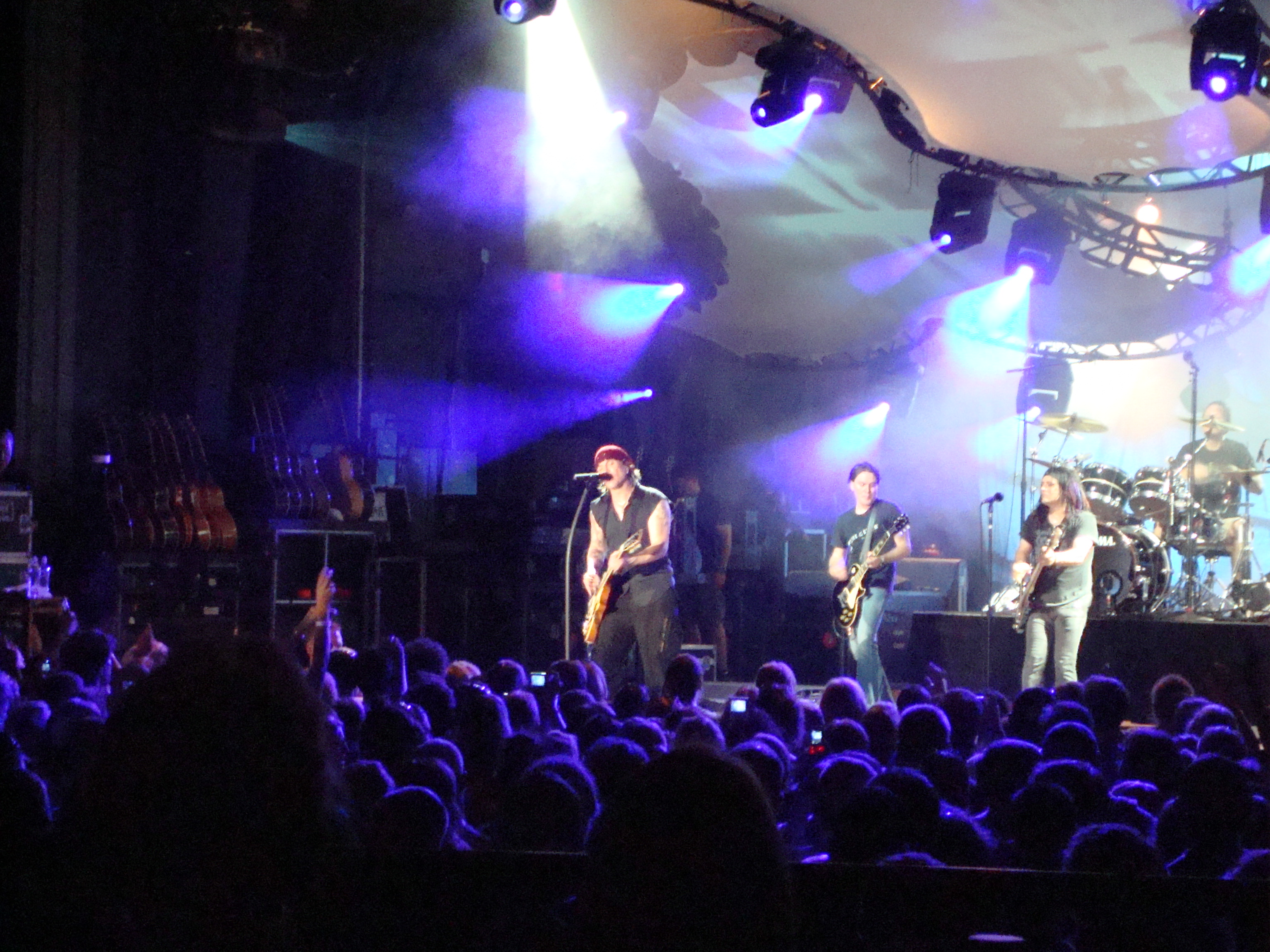
Goo Goo Dolls in concerto

- 1987 – Goo Goo Dolls (Celluloid Records)
- 1989 – Jed (Metal Blade Records)
- 1991 – Hold Me Up (Metal Blade Records)
- 1993 – Superstar Car Wash (Metal Blade Records)
- 1995 – A Boy Named Goo (Metal Blade Records)
- 1998 – Dizzy Up the Girl (Warner Bros. Records)
- 2002 – Gutterflower (Warner Bros. Records)
- 2006 – Let Love In (Warner Bros. Records)
- 2010 – Something for the Rest of Us (Warner Bros. Records)
- 2013 – Magnetic (Warner Bros. Records)
- 2016 – Boxes (Warner Bros. Records)
- 2019 – Miracle Pill
- 2022 – Chaos in Bloom

### Album di cover
- 2020 – It's Christmas All Over

### Album dal vivo
- 2004 – Live in Buffalo: July 4th 2004, (2004), Warner Bros. Records

### Raccolte
- 2001 – What I Learned About Ego, Opinion, Art & Commerce (2001), Warner Bros. Records
- 2007 – The Goo Goo Dolls: Greatest Hits Volume one / The Singles (2007), Warner Bros. Records
- 2008 – The Goo Goo Dolls: Volume Two (2008), (Warner Bros. Records)

### EP
- 2017 – You Should Be Happy (Warner Bros. Records)

## Videografia
Video musicali
- There You Are
- I'm Awake Now (Freddy's Dead - Nightmare VI soundtrack)
- We Are The Normal
- Only One
- Flat Top
- Name
- Naked
- Long Way Down
- Lazy Eye (Batman & Robin soundtrack)
- Iris
- Slide
- Dizzy
- Black Balloon
- Broadway
- Here Is Gone
- Big Machine
- Sympathy
- I'm still here (Jim's Theme) – John Rzeznik solo
- Better Days
- Stay With You
- Let Love In
- Before It's Too Late (Sam and Mikaela's Theme)
- Real (AT&T U.S.A. Team Olympic Soundtrack)
- Home
- Notbroken
- All That You Are
- Rebel Beat
- Come To Me
- So Alive